# Ивановка (Бековский район)
Ива́новка — село, административный центр Ивановского сельсовета Бековского района Пензенской области.

## География
Село Ивановка расположено в северо-восточной части Бековского района, на реке Пяше, в 20 км от районного центра пгт Беково.

## История
По исследованиям историка-краеведа Полубоярова М. С., село основано майором И. Д. Жуковым на реке Большая Пяша и в 1790 году упоминается как деревня Ивановка на карте Генерального межевания. В 1859 году указано как владельческое сельцо Ивановка (Пяша, Жуково) при речке Пяше, 27 дворов, число жителей мужского пола — 151, женского — 147, 1 мельница. В 1911 году — деревня Ивановка Никольской волости Сердобского уезда Саратовской губернии, имелись церковь, церковно-приходская школа, 153 двора, 1024 приписных душ; 375 десятин крестьянского посева, в том числе 295 десятин на надельной земле, 80 — на арендованной, 2 железных плуга, 1 молотилка, 1 сеялка. В 1918 году — во вновь созданной Ивановской волости, на 12 июля 1928 года центр Ивановского сельсовета Бековского района Балашовского округа Нижне-Волжского края (с 30 июля 1930 года Балашовский округ упразднён, район вошёл в Нижне-Волжский край). С 1939 года село вошло во вновь образованную Пензенскую область. В 1955 году село в составе Никольского сельсовета Бековского района, располагался колхоз «Путь Ленина». В 1968 году — центр Ивановского сельсовета Бековского района, центральная усадьба совхоза «Яковлевский».

## Население
На 1 января 2004 года — 140 хозяйств, 384 жителя; в 2007 году — 364 жителя. На 1 января 2011 года численность населения села составила 346 человек.
| Численность населения, чел. | Численность населения, чел. | Численность населения, чел. | Численность населения, чел. | Численность населения, чел. | Численность населения, чел. | Численность населения, чел. | Численность населения, чел. | Численность населения, чел. | Численность населения, чел. | Численность населения, чел. |
| 1859                        | 1911                        | 1926                        | 1939                        | 1959                        | 1979                        | 1989                        | 1996                        | 2004                        | 2007                        | 2010                        |
| --------------------------- | --------------------------- | --------------------------- | --------------------------- | --------------------------- | --------------------------- | --------------------------- | --------------------------- | --------------------------- | --------------------------- | --------------------------- |
| 298                         | ↗1024                       | ↘700                        | ↘608                        | ↗617                        | ↘513                        | ↘433                        | ↘431                        | ↘384                        | ↘364                        | ↘346                        |

## Инфраструктура
В селе имеются основная общеобразовательная школа, дом культуры, столовая, магазин, фельдшерско-акушерский пункт, почтовое отделение, отделение Сбербанка России. Село газифицировано, имеется централизованное водоснабжение.
Село Ивановка связано с соседним селом Никольское автодорогой с асфальтовым покрытием «Ивановка — Никольское», длиной 4,2 км. В 5 км от села проходит трасса регионального значения «Тамбов — Пенза» — Беково с асфальтовым покрытием.

## Улицы
- Андреевская;
- Заречная;
- Черновская;